# داني ماكديفيت
داني ماكديفيت (بالإنجليزية: Danny McDevitt)‏ هو لاعب كرة قاعدة أمريكي، ولد في 18 نوفمبر 1932 في نيويورك في الولايات المتحدة، وتوفي في 20 نوفمبر 2010 في كوفينغتون في الولايات المتحدة.

## وصلات خارجية
- داني ماكديفيت على موقعبيزبول رفرنس.كوم (الدوري الرئيسي) (الإنجليزية)
- داني ماكديفيت على موقعبيزبول رفرنس.كوم (الدوري الثانوي) (الإنجليزية)
- داني ماكديفيت على موقع مشجعي الرسوم البيانية (الإنجليزية)